# Martiri di Orange

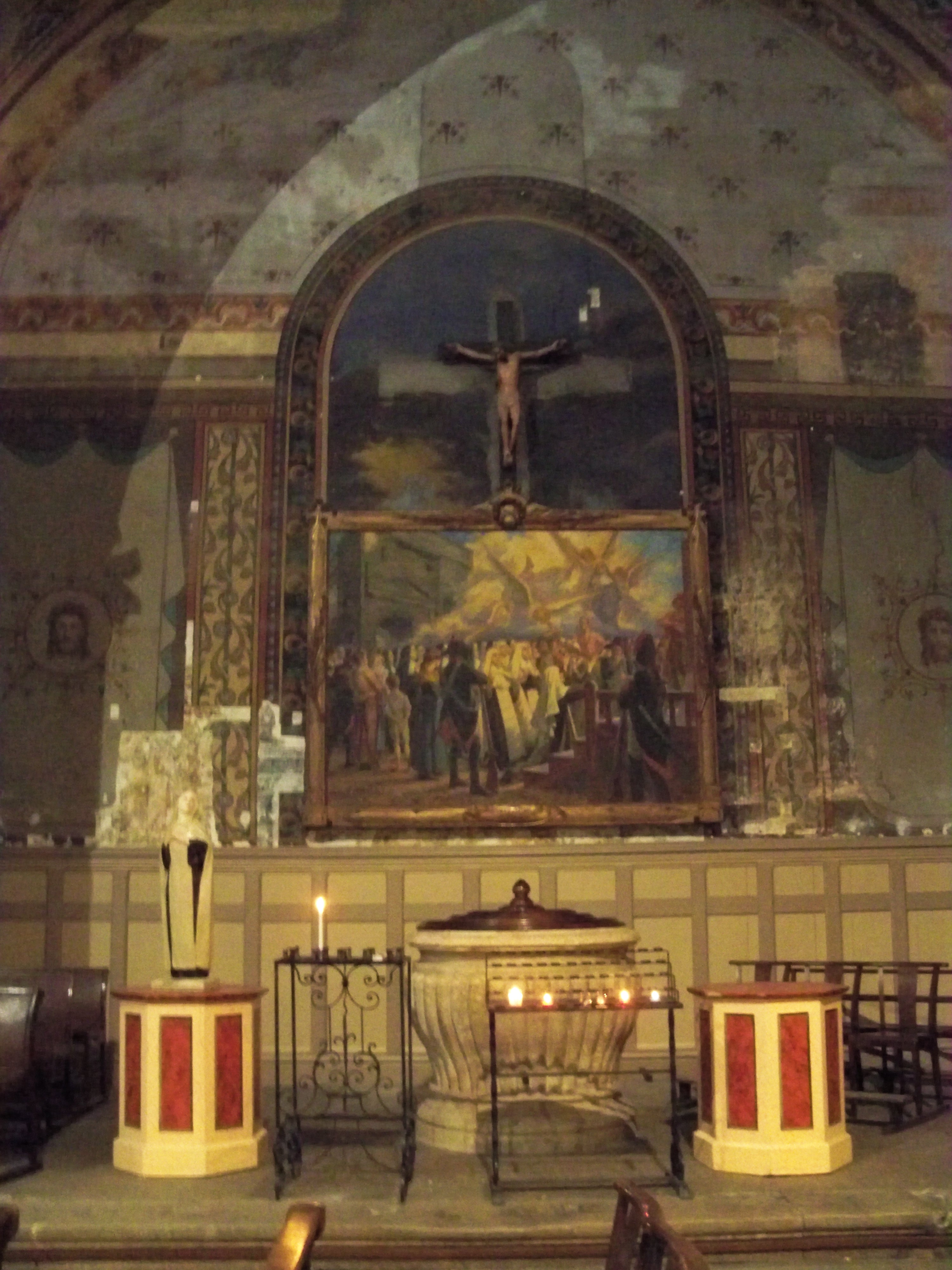
Cappella delle martiri di Orange nella Cattedrale di Orange; quadro: L'esecuzione

Le martiri di Orange sono un gruppo di trentadue religiose (una benedettina, due cistercensi, tredici sacramentine e sedici orsoline) ghigliottinate a Orange nel luglio del 1794 perché refrattarie al giuramento imposto al clero e ai religiosi dai rivoluzionari: furono beatificate da papa Pio XI nel 1925.
Le sentenze di morte vennero eseguite in più giorni:
- 6 luglio 1794
  - Suzanne-Agathe Deloye (Maria Rosa), monaca professa dell'Ordine di San Benedetto, nata il 4 febbraio 1741 a Sérignan
- 7 luglio 1794
  - Marie-Gabrielle-Françoise-Suzanne de Gaillard de Lavaldène (Ifigenia di San Matteo), religiosa professa del monastero delle sacramentine di Bollène, nata il 23 settembre 1761 a Bollène
- 9 luglio 1794
  - Marie-Anne Madeleine de Guilhermier (Suor Santa Melania), monaca professa dell'Ordine di Sant'Orsola, nata il 29 giugno 1733 a Bollène
  - Marguerite-Marie-Anne de Rocher (Suor degli Angeli), monaca professa dell'Ordine di Sant'Orsola, nata il 20 gennaio 1755 a Bollène
- 10 luglio 1794
  - Marie-Gertrude de Ripert d'Alauzier (Suor Santa Sofia), monaca professa dell'Ordine di Sant'Orsola, nata il 15 novembre 1757 a Bollène
  - Sylvie-Agnès de Romillon (Agnese di Gesù), monaca professa dell'Ordine di Sant'Orsola, nata il 15 marzo 1750 a Bollène
- 11 luglio 1794
  - Rosalie-Clotilde Bes (Suor Santa Pelagia di San Giovanni Battista), religiosa professa del monastero delle sacramentine di Bollène, nata il 30 giugno 1753 a La Baume-de-Transit
  - Marie-Elisabeth Pélissier (Teotista del Santissimo Sacramento), religiosa professa del monastero delle sacramentine di Bollène, nata il 15 aprile 1741 a Bollène
  - Marie-Clotilde Blanc (Suor San Martino), religiosa professa del monastero delle sacramentine di Bollène, nata il 17 gennaio 1742 a Bollène
  - Marie-Marguerite de Barbégie d'Albrède (Suor Santa Sofia), monaca professa dell'Ordine di Sant'Orsola, nata il 18 ottobre 1740 a Saint-Laurent-de-Carnols
- 12 luglio 1794
  - Madeleine-Thérèse Talieu (Rosa di San Saverio), religiosa professa del monastero delle sacramentine di Bollène, nata il 13 settembre 1746 a Bollène
  - Marie Cluse (Marta dell'Angelo Buono), religiosa professa del monastero delle sacramentine di Bollène, nata il 5 dicembre 1761 a Bouvante
  - Marguerite-Eléonore de Justamond (Maria di Sant'Enrico), monaca professa dell'Ordine Cistercense, nata il 12 gennaio 1746 a Bollène
  - Jeanne-Marie de Romillon (Suor San Bernardo), monaca professa dell'Ordine di Sant'Orsola, nata il 12 luglio 1753 a Bollène
- 13 luglio 1794
  - Élisabeth Verchière (Maddalena della Madre di Dio), religiosa professa del monastero delle sacramentine di Bollène, nata il 2 gennaio 1769 a Bollène
  - Thérèse-Henriette Faurie (Maria dell'Annunciazione), religiosa professa del monastero delle sacramentine di Bollène, nata il 13 febbraio 1770 a Sérignan
  - Anne-Andrée Minutte (Suor Sant'Alessio), religiosa professa del monastero delle sacramentine di Bollène, nata il 4 febbraio 1740 a Sérignan
  - Marie-Anne Lambert (Suor San Francesco), monaca professa dell'Ordine di Sant'Orsola, nata il 17 agosto 1742 a Pierrelatte
  - Marie-Anne Depeyre (Suor Santa Francesca), monaca professa dell'Ordine di Sant'Orsola, nata il 2 ottobre 1756 a Tulette
  - Marie-Anastasie de Roquard (Suor San Gervaso), monaca professa dell'Ordine di Sant'Orsola, nata il 5 ottobre 1749 a Bollène
- 16 luglio 1794
  - Marguerite-Rose de Gordon (Amata di Gesù), religiosa professa del monastero delle sacramentine di Bollène, nata il 29 settembre 1733 a Mondragon
  - Marguerite-Thérèse Charansol (Maria di Gesù della Concezione del Santissimo Sacramento), religiosa professa del monastero delle sacramentine di Bollène, nata il 28 febbraio 1758 a Richerenches
  - Marie-Anne Béguin-Royal (Suor San Gioacchino), religiosa professa del monastero delle sacramentine di Bollène, nata nel 1736 a Bouvante
  - Marie-Anne Doux (Suor San Michele), monaca professa dell'Ordine di Sant'Orsola, nata l'8 aprile 1739 a Bollène
  - Marie-Rose Laye (Suor Sant'Andrea), monaca professa dell'Ordine di Sant'Orsola, nata il 26 settembre 1728 a Bollène
  - Dorothée-Madeleine-Julie de Justamond (Suor del Cuore di Maria), monaca professa dell'Ordine di Sant'Orsola, nata il 27 maggio 1743 a Bollène
  - Madeleine-Francoise de Justamond (Maddalena del Santissimo Sacramento), monaca professa dell'Ordine Cistercense, nata il 26 luglio 1754 a Bollène
- 20 luglio 1794
  - Anne Cartier (Suor San Basilio), monaca professa dell'Ordine di Sant'Orsola, nata il 19 novembre 1733 a Livron
- 26 luglio 1794
  - Marie-Marguerite Bonnet (Suor Sant'Agostino), religiosa professa del monastero delle sacramentine di Bollène, nata il 18 giugno 1719 a Sérignan
  - Marie-Madeleine de Justamond (Caterina di Gesù), monaca professa dell'Ordine di Sant'Orsola, nata il 6 settembre 1724 a Bollène
  - Marie-Claire Du Bac (Chiara di Santa Rosalia), monaca professa dell'Ordine di Sant'Orsola, nata il 9 gennaio 1727 a Laudun
  - Élisabeth-Thérèse de Consolin (Suor del Cuore di Gesù), monaca professa dell'Ordine di Sant'Orsola, nata il 9 giugno 1736 a Courthézon